# Toquí de coroneta ratllada
El toquí de coroneta ratllada (Arremon dorbignii) és un ocell de la família dels passerèl·lids (Passerellidae).

## Descripció
El cap és majoritàriament negre amb un supercili blanca des de la brida fins a la part posterior del cap i una estreta ratlla grisa a la capçada. El coll és gris i l'esquena, les ales i la cua són de color verd oliva apagat. La part inferior és blanca amb vores grisenques i una estreta banda negra a la part superior del pit. La femella adulta és semblant però més apagada en general. La franja de la capçada és verd oliva i les parts inferiors són de color beix amb els flancs marrons. Els juvenils són semblants als adults però més apagats. Comparteix el "bec taronja cridaner" del seu antic "pare", el toquí becgroc. Sis exemplars d'Argentina tenien un pes mitjà de 22,1 g

## Hàbitat i distribució
Habita el sotabosc dens de les terres baixes des del centre de Bolívia des dels departaments de La Paz, Cochabamba i Santa Cruz fins al nord-oest de l'Argentina a la província de Catamarca.
Habita principalment en boscos caducifolis tropicals, tant de creixement primari com de segon creixement. També es troba sovint a prop de les vores del bosc, obertures interiors i al llarg dels cursos d'aigua. En altitud oscil·la entre el nivell del mar i els 1.400 m.

## Comportament

### Alimentació
Encara que la dieta del toquí de coroneta ratllada no és ben coneguda, sí que inclou fruites, gra i insectes.

### Cria
Fa el niu d'octubre a desembre. El niu està tancat i construït fins a 1 m sobre el terra. La mida mitjana de la posta és de 2,8 ous i la femella fa tota la incubació. Ambdós progenitors alimenten les cries.

## Taxonomia
Antany classificat com una subespècie (Arremon flavirostris dorbignii) del toquí becgroc (A. flavirostris), avui és considerat una espècie de ple dret arran Buainain et al. 2016